# 윤영하급 고속함
윤영하급 미사일 고속함(尹永夏級誘導彈高速艦)은 대한민국 해군의 차기 고속함으로, 본래 참수리급 고속정의 후계함 사업으로 개발된 미사일 고속함이다. 처음 개발 프로젝트 시작과 달리 만재배수량이 570t을 넘어 "정"이 아닌 "함"으로 격상되었고, 참수리급의 정장은 대위였으나 윤영하급은 함장도 소령이 맡는다. 본 급의 명칭은 제2연평해전 당시 전사한 참수리급 357정의 정장 윤영하 소령의 이름을 딴 것이다. 대한민국 해군 함정 최초로 워터 제트 추진 방식을 도입하였다.

## 특징
윤영하급 고속함에는 전장 63m, 전폭 9m, 최대속력 40 노트(74km)로, 대함유도탄 및 76mm, 40mm 함포가 탑재된다.
윤영하급 고속함은 기존 고속정과 포항급 초계함의 임무 일부를 대체할 예정이며 참수리급 고속정을 직접적으로 대체하는 것은 차기 고속정(PKX-B)이 된다. 따라서 윤영하급 고속함의 크기는 고속정보다는 크다. 스텔스 설계 및 방탄능력이 있고 초계함의 76mm 62mm구경장 함포를 탑재해 포항급 초계함과 참수리급 고속정의 중간적인 성격을 가지고 있다.

## 역사
대한민국 해군은 차기고속정을 윤영하급 고속함(PKX-A)과 차기 고속정(PKX-B)이라 호칭되는 2가지 다른 함종을 개발할 계획이며, 윤영하급 고속함은 2007년 6월 28일 네임쉽인 PKG-711 윤영하가 진수되어, 2008년 12월 17일에 해군에 인도되어 취역하였다.
이어 2번함부터 5번함까지는 STX조선이 2007년 11월 23일 계약하여 2, 3번함인 한상국함, 조천형함이 2009년 9월 23일에, 4, 5번함인 황도현함, 서후원함이 2009년 12월 11일에 각각 진수되었고 2010년에 해군에 인도되었다. 한상국함과 조천형함은 2011년 9월 4일, 서후원함은 11월 28일, 그리고 황도현함은 2012년 1월 13일에 각각 취역했다.
한편 6번함부터 9번함까지는 1번함인 윤영하함을 만든 한진중공업이 2008년 12월 22일 제작업체로 선정되었다. 6번함은 박동혁함으로 명명되었고, 7번함은 한국 전쟁에서 활약한 현시학 제독의 이름을 따 현시학함으로 붙여졌으며 2010년 7월 28일 부산 한진중공업에서 진수되었다. 8번함은 3대 해군참모총장을 지낸 정긍모의 이름을 따 정긍모함으로, 9번함은 베트남 전쟁에서 활약한 지덕칠의 이름을 따 지덕칠함으로 각각 명명되었고 2010년 11월 2일 진수되어 2011년에 해군에 인도되었다. 박동혁함은 2011년 11월 28일에, 정긍모함은 2011년 12월 19일에 각각 취역했다.
10~12번함의 건조는 STX조선해양이 담당 2012년에 해군에 인도될 예정이다. 당초에는 총 24척을 도입할 예정이었으나, 2011년 6척을 줄여 18척을 도입하고 대신 차기 고속정을 18척 더 도입하기로 결정했다.

## 문제점
1번함은 취역 전에 워터 제트 엔진에서 윤활유가 누출, 디젤 엔진의 에어 탱크에서 공기가 새고 항해 레이다가 사라지는 등의 이유로 61건의 리노베이션을 실시하여 취역 후 2개월 만 해도 워터 제트 엔진의 터빈 날개와 냉각 장치 부식, 디젤 엔진에서 연료 누출, 자기 나침반에 20도 이상의 오차 발생, 함내 통신 시스템의 교신 불가능 등의 이유로 95개 새 단장을 강요했다. 그 후에도 레이다와 엔진에 다시 결함이 발견된 것으로부터 일신해야 할 큰 칭하이 전중 도 리모델링 때문에 참전할 수 없었다. 이러한 문제가 완전히 해결되지 않았기 때문에 1번함은 취역 후에도 운용이 매우 저조하다. 2번함부터는 외산의 워터 제트 추진 장치로 바꾸어 두산이 자체 개발한 추진 장치를 장비하지만, 이로 인해 고속 주행시 직진할 수 없거나, 추진축 베어링의 문제로 인해 속도가 갑자기 떨어지는 등 새로운 결함이 발견되어 전력화가 당초 2010년 9월에서 2012년 8월로 지연되었다.

## 함정 목록
| 선체번호 | 함명   | 건조        | 진수             | 인수             | 취역             | 소속    |
| -------- | ------ | ----------- | ---------------- | ---------------- | ---------------- | ------- |
| PKG-711  | 윤영하 | 한진중공업  | 2007년 6월 28일  | 2008년 12월 16일 | 2008년 12월 17일 | 제2함대 |
| PKG-712  | 한상국 | STX조선해양 | 2009년 9월 23일  | 2011년 9월 14일  | 2011년 9월 15일  | 제2함대 |
| PKG-713  | 조천형 | STX조선해양 | 2009년 9월 23일  | 2011년 9월 30일  | 2011년 10월 4일  | 제2함대 |
| PKG-715  | 황도현 | STX조선해양 | 2009년 12월 11일 | -                | 2011년 11월 11일 | 제2함대 |
| PKG-716  | 서후원 | STX조선해양 | 2009년 12월 11일 | -                | 2011년 9월 26일  | 제2함대 |
| PKG-717  | 박동혁 | 한진중공업  | 2009년 7월 28일  | -                | 2011년 9월 26일  | 제2함대 |
| PKG-718  | 현시학 | 한진중공업  | 2009년 7월 28일  | 2011년 10월 15일 | 2011년 10월 28일 | 제1함대 |
| PKG-719  | 정긍모 | 한진중공업  | 2011년 11월 2일  | -                | 2011년 12월 19일 | 제1함대 |
| PKG-721  | 지덕칠 | 한진중공업  | 2011년 11월 2일  | -                | 2011년 12월 23일 | 제2함대 |
| PKG-722  | 임병래 | STX조선해양 | 2012년 11월 20일 | 2013년 9월 3일   | 2013년 9월 6일   | 제1함대 |
| PKG-723  | 홍시욱 | STX조선해양 | 2012년 11월 20일 | 2013년 10월 4일  | 2013년 10월 10일 | 제2함대 |
| PKG-725  | 홍대선 | STX조선해양 | 2012년 11월 20일 | 2013년 11월 4일  | 2013년 11월 5일  | 제1함대 |
| PKG-726  | 한문식 | 한진중공업  | 2013년 4월 24일  | 2014년 1월 27일  | 2014년 1월 28일  | 제3함대 |
| PKG-727  | 김창학 | 한진중공업  | 2013년 4월 24일  | 2014년 2월 28일  | 2014년 3월 4일   | 제3함대 |
| PKG-728  | 박동진 | 한진중공업  | 2013년 4월 24일  | 2014년 3월 28일  | 2014년 4월 1일   | 제3함대 |
| PKG-729  | 김수현 | STX조선해양 | 2014년 4월 30일  | 2014년 9월 30일  | 2014년 10월 2일  | 제1함대 |
| PKG-733  | 이병철 | STX조선해양 | 2014년 4월 30일  | 2014년 11월 28일 | 2014년 12월 3일  | 제1함대 |
| PKG-732  | 전병익 | STX조선해양 | 2016년 6월 24일  | 2017년 12월 19일 | 2018년 1월 11일  | 제3함대 |

## 사건 사고
2013년 11월 25일: 새벽 한국 경상남도 창원시 진해 구 STX 조선 해양 조선소 안벽에서 의장의 본함가 파랑에 의해 수몰되는 사고가 발생했다.

## 같이 보기
- 제2연평해전
- 검독수리급 고속정